# Friauler Eisenbahn-Gesellschaft
La kaiserlich-königliche privilegierte Friauler Eisenbahn-Gesellschaft (FEG), in italiano Imperial regia privilegiata Società Ferroviaria Friulana, da non confondersi con l'attuale Società Ferroviaria Friulana s.r.l., era una società ferroviaria privata esistita dal 1893 nell'Impero austro-ungarico.

## Storia
Fondata nel 1893 a Vienna da Giacomo Antonelli e Giulio Dreossi, ottenne nel maggio dello stesso anno dal governo austro-ungarico la concessione novantennale della Monfalcone–Cervignano–confine italiano e del raccordo Monfalcone–Rosega; l'esercizio delle due linee fu poi affidato alla società statale kkStB.
Nel 1909 ottenne la concessione della Cervignano–Aquileia–Grado la cui durata fu eguagliata a quella delle linee summenzionate.
Dopo gli eventi della prima guerra mondiale, l'esercizio delle linee passò alle Ferrovie dello Stato, mentre la loro proprietà rimase alla FEG.
L'impresa fu posta in liquidazione dall'assemblea straordinaria dei soci il 6 marzo 1981. La cessione totale dei beni allo Stato italiano è stata risolta con uno schema di transazione che è entrato in vigore nel corso del 2008.

## Rete

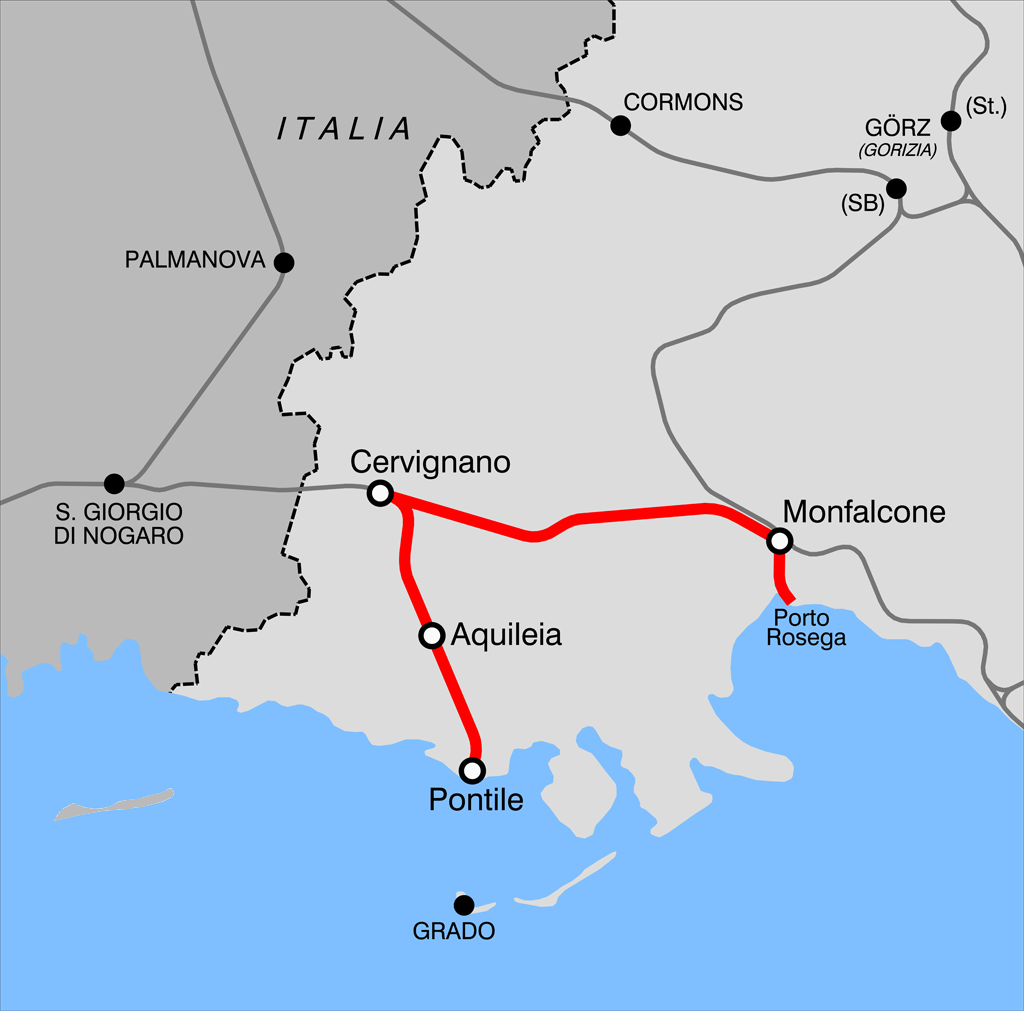
Mappa della rete

La FEG costruì e mantenne la proprietà delle seguenti linee:
- Monfalcone–Cervignano–confine italiano
- Cervignano–Aquileia–Pontile per Grado
- Monfalcone–Rosega (raccordo portuale)

L'esercizio ferroviario sulle linee fu subconcesso alle ferrovie statali (kkStB), che vi utilizzarono locomotive a vapore dei gruppi 97 e 199, di proprietà della FEG.